# 1862
1862 (MDCCCLXII) var ett normalår som började en onsdag i den gregorianska kalendern och ett normalår som började en måndag i den julianska kalendern.

## Händelser

### Januari
- 8 januari – Den sista offentliga avrättningen i Stockholm äger rum vid Olaus Magnus väg i Hammarbyhöjden. Platsen finns kvar, utmärkt med en minnesskylt. Femton år senare, 1877, avskaffas offentliga avrättningar i fredstid i Sverige.

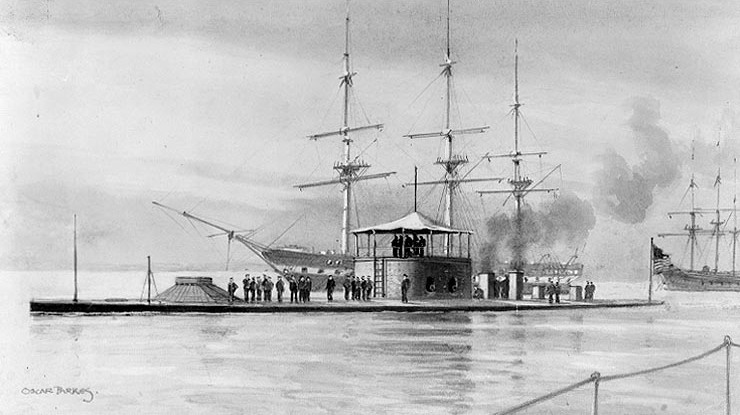
USS Monitor

- 30 januari – Det amerikanska pansarfartyget USS Monitor sjösätts.

### Februari
- 18 februari – Sällskapet Concordia i Örebro instiftas. Sällskapets syfte är kulturell samvaro.

### Mars
- 9 mars – Nordstaternas USS Monitor (konstruerad av John Ericsson) i strid med sydstaternas CSS Virginia i sjöslaget vid Hampton Roads.
- 17 mars – Mellan Helsingfors och Tavastehus öppnas den första järnvägen i Finland.[1]
- 21 mars – Sverige inför en kommunallag, samt inrättar landstingen som får ansvar för sjuk- och hälsovård.
- 22 mars – Italien erkänner San Marinos självständighet under italienskt protektorat.[2]

### Maj

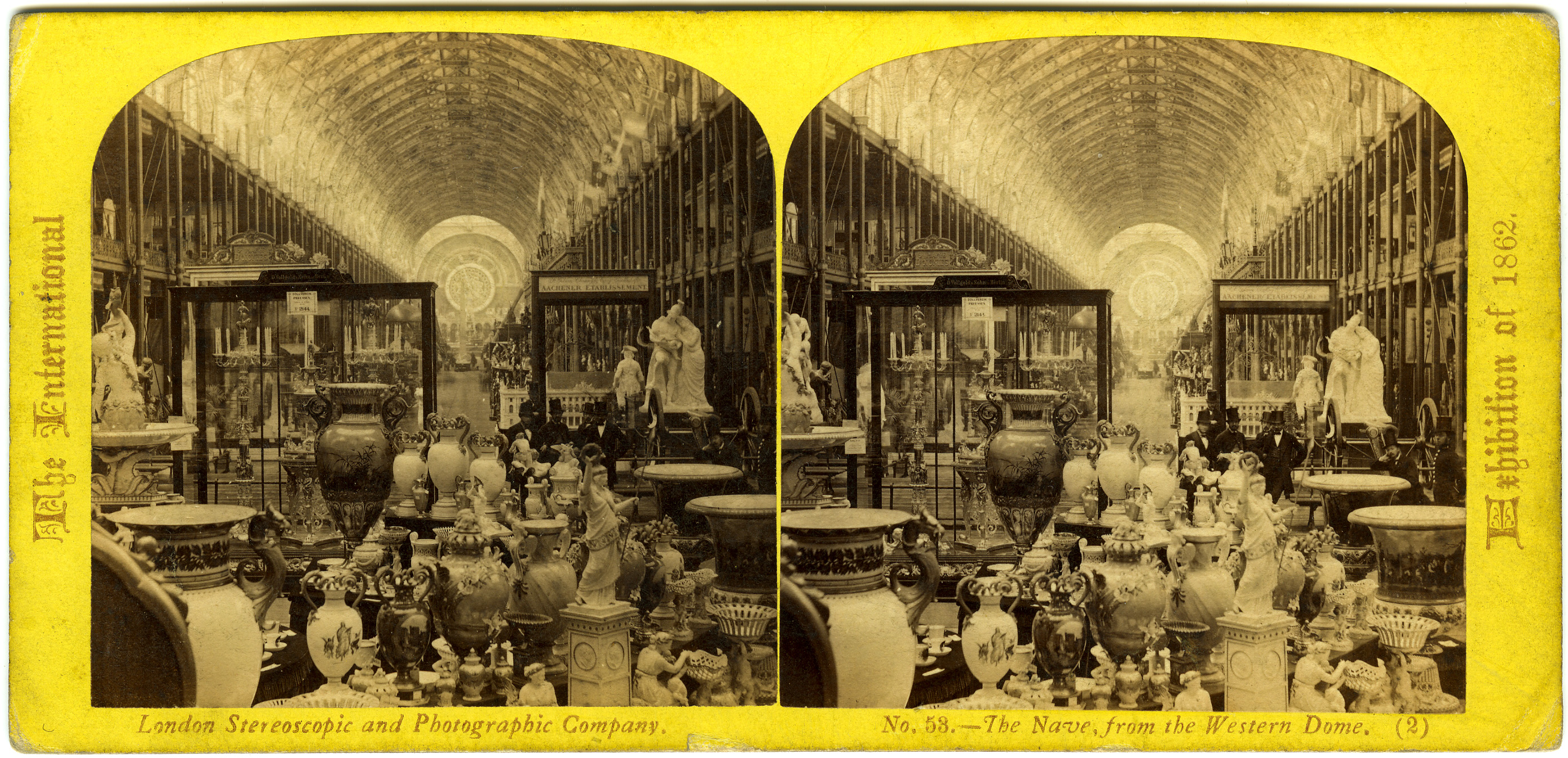
International Exhibition 1862

- 1 maj–1 november – Världsutställning hålls i London.
- 21 maj – En kvartersbrand utbryter i Göteborg.[3]

### Augusti
- 1 augusti – Statsbanan Hallsberg–Örebro invigs.
- 3 augusti – Örebro stadsbibliotek invigs.
- 28–30 augusti – Nordstaterna besegras av sydstaterna i det andra slaget vid Bull Run.[4]

### September

Slaget vid Antietam

- 17 september – Slaget vid Antietam utkämpas under amerikanska inbördeskriget.
- 30 september – I preussiska lantdagens budgetutskott yttrar den nyblivne ministerpresidenten Otto von Bismarck: Tidens stora frågor avgörs inte genom tal och majoritetsbeslut... utan genom järn och blod och kommer därefter att vara känd som "järnkanslern".

### Oktober

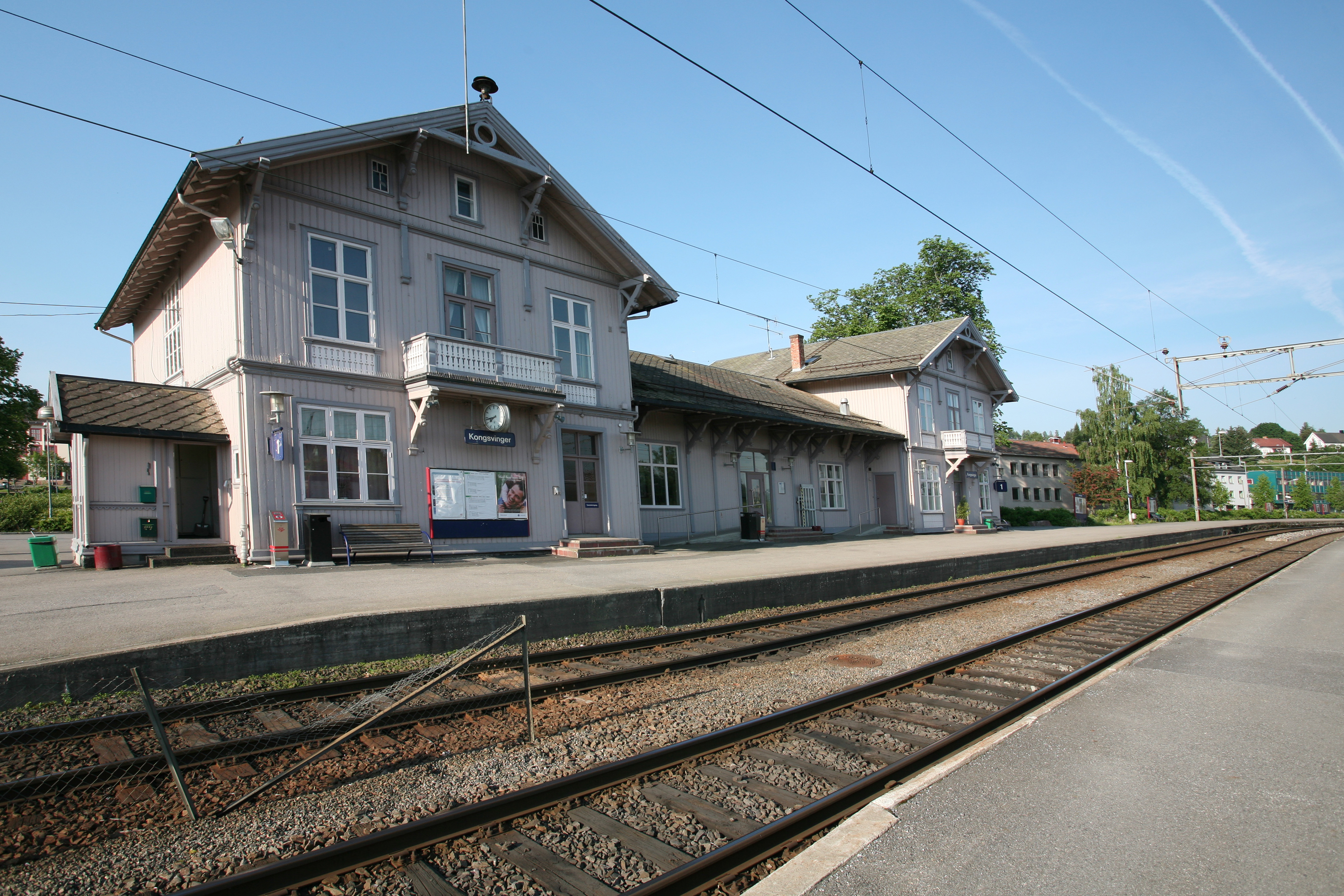
Kongsvingerbanen

- 3 oktober – Den norska järnvägen Kongsvingerbanen öppnas.
- 10 oktober – För att skydda den så kallade Rumskullaeken i småländska Norra Kvill (Sveriges största träd och möjligen tusen år gammal) utfärdas en bestämmelse om, att den inte får uttas till avverkning.
- 12 oktober – Trollhättans kyrka invigs i den nybildade Trollhättans församling i Sverige på Tacksägelsedagen.[5]
- 21 oktober – USA erkänner Liberia.[6]

### November

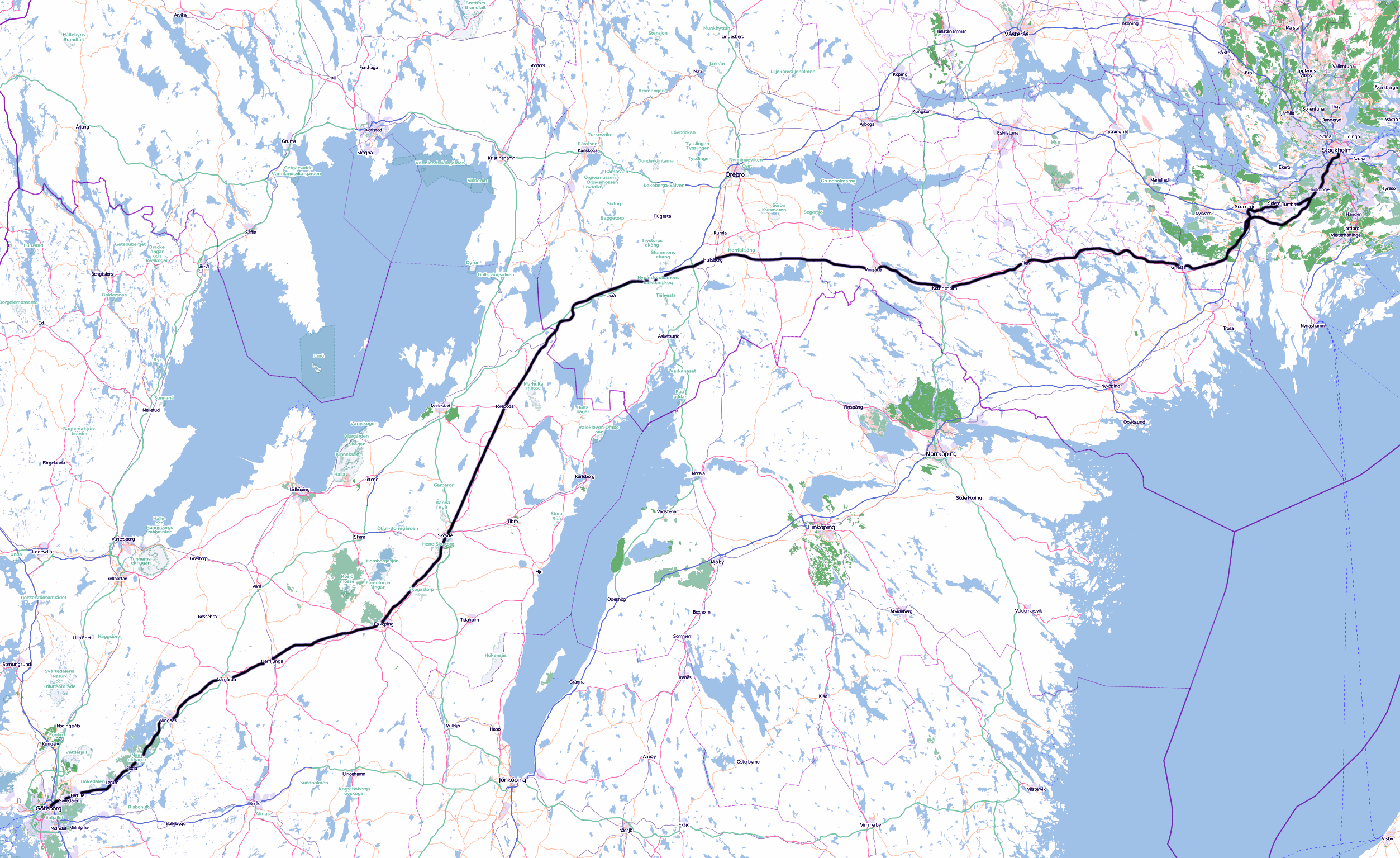
Stambanan Stockholm-Göteborg

- 4 november – Stambanan Stockholm-Göteborg invigs av Karl XV. Resan tar 14 timmar.

### Okänt datum
- Franska skolan grundas i Stockholm.
- De svenska prästernas tionde byts ut mot fasta avgifter.
- Nils Mandelgrens stora verk om svenska kulturskatter utkommer i Paris.
- Den svenska Kungliga krigsskolan startas inom ramen för Krigsakademien.
- Franz Berwalds opera Estrella de Soria gör succé.
- Den satiriska svenska tidningen Söndags-Nisse börjar utkomma.
- Viktor Rydbergs Bibelns lära om Kristus utkommer och väcker långvarig teologisk strid.
- Kungliga Dramatiska Teatern får egen lokal vid Kungsträdgården i Stockholm.
- Studentexamen införs som avslutning på det svenska gymnasiet.
- Norrmännen försöker få till stånd en revidering av unionsfördraget, men statsrådet skjuter upp frågan.
- Prins Vilhelm av Danmark blir kung Georg I av Grekland, efter att prins Oscar tackat nej.
- Otto von Bismarck blir Ministerpresident i Preussen.
- Johannelunds missionsinstitut (numera Johannelunds teologiska högskola) grundas av EFS (Evangeliska fosterlandsstiftelsen).
- Sveriges första elevkår startas i Borås på Sven Eriksson-gymnasiet under namnet "Elevkåren Teknis".
- Spritföretaget Bacardi grundas.
- Gymnasist föreningen GGF Verdandi introduceras till Vasaskolan i Gävle och anses också vara av av de äldsta elevföreningarna i Sverige.

## Födda

### Första kvartalet

#### Januari
- 4 januari – Alexander Samuelson, svensk-amerikansk glasingenjör. (död 1934)
- 10 januari – Reed Smoot, amerikansk republikansk politiker och religiös ledare, senator 1903–1933. (död 1941)
- 23 januari – Ovington Weller, amerikansk republikansk politiker, senator 1921–1927. (död 1947)
- 28 januari – Martin K. Gantz, amerikansk demokratisk politiker, kongressledamot 1891–1893. (död 1916)

#### Februari
- 3 februari – James Clark McReynolds, amerikansk politiker och jurist, domare i USA:s högsta domstol 1914–1941. (död 1946)
- 4 februari – Hjalmar Hammarskjöld, svensk politiker, Sveriges statsminister 1914–1917. (död 1953)
- 7 februari – Horace F. Graham, amerikansk republikansk politiker, guvernör i Vermont 1917–1919. (död 1941)
- 27 februari
  - Agnes Branting, svensk textilkonstnär och författare. (död 1930)
  - Hamilton F. Kean, amerikansk republikansk politiker, senator 1929–1935. (död 1941)

#### Mars
- 4 mars – George H. Prouty, amerikansk republikansk politiker, guvernör i Vermont 1908–1910. (död 1918)
- 23 mars – Olga Adamsen, svensk skådespelare. (död 1948)
- 31 mars – Claude A. Swanson, amerikansk demokratisk politiker. (död 1939)

### Andra kvartalet

#### April
- 9 april – Anna Maria Roos, svensk lärare, författare, och sångtextförfattare. (död 1938)
- 11 april – Samuel Winslow, amerikansk republikansk politiker, kongressledamot 1913–1925. (död 1940)
- 14 april – Hal Reid, amerikansk skådespelare och regissör. (död 1920)
- 24 april – Nathaniel B. Dial, amerikansk demokratisk politiker, senator 1919–1925. (död 1940)
- 27 april – Hjalmar Linder, finländsk kammarherre, vice häradshövding och storgodsägare. (död 1921)

#### Maj
- 8 maj – Emilie Rathou, Vita bandets grundare. (död 1948)
- 11 maj – Franklin S. Billings, amerikansk republikansk politiker, guvernör i Vermont 1925–1927. (död 1935)
- 13 maj – Wilhelm Westrup, svensk affärsman, industriman och riksdagsman. (död 1939)
- 30 maj – Anton Ažbe, slovensk konstnär. (död 1905)

#### Juni
- 5 juni – Allvar Gullstrand, svensk ögonläkare, nobelpristagare. (död 1930)
- 12 juni – James H. Brady, amerikansk republikansk politiker, senator 1913–1918. (död 1918)

### Tredje kvartalet

#### Juli
- 4 juli – Walter L. Fisher, amerikansk republikansk politiker. (död 1935)
- 14 juli – Gustav Klimt, österrikisk målare och grafiker. (död 1918)
- 15 juli – Frank P. Flint, amerikansk republikansk politiker, senator 1905–1911. (död 1929)
- 17 juli – Oscar Levertin, svensk författare, kulturskribent och litteraturhistoriker. (död 1906)
- 25 juli – Alfred Paloheimo, finländsk finans- och industriman. (död 1949)

#### Augusti
- 2 augusti – Björn Halldén, svensk kompositör, sångtextförfattare och kapellmästare. (död 1935)
- 7 augusti – Victoria av Baden, drottning av Sverige 1907–1930, gift med Gustaf V. (död 1930)
- 22 augusti
  - Claude Debussy, fransk kompositör. (död 1918)
  - Hjalmar von Sydow, svensk politiker. (död 1932)
- 25 augusti – Louis Barthou, fransk politiker. (död 1934)
- 29 augusti – Maurice Maeterlinck, belgisk författare, nobelpristagare. (död 1949)
- 30 augusti – Lawrence C. Phipps, amerikansk republikansk politiker och affärsman, senator 1919–1931. (död 1958)

#### September
- 19 september – Arvid Lindman, svensk politiker, sjömilitär och industriledare, Sveriges statsminister 1906–1911 och 1928–1930. (död 1936)
- 20 september – Ernest Florman, svensk regissör, filmfotograf och hovfotograf. (död 1952)
- 25 september – Léon Boëllmann, fransk kompositör. (död 1897)

### Fjärde kvartalet

#### Oktober
- 6 oktober
  - Joseph W. Bailey, amerikansk demokratisk politiker, senator 1901–1913. (död 1929)
  - Albert J. Beveridge, amerikansk historiker och politiker, senator 1899–1911. (död 1927)
- 9 oktober – Henry L. Myers, amerikansk demokratisk politiker och jurist, senator 1911–1923. (död 1943)
- 10 oktober – Nils Sonesson, svensk politiker, borgmästare i Söderhamn. (död 1932)
- 11 oktober – Alf Wallander, svensk konstnär, konsthantverkare och formgivare. (död 1914)
- 19 oktober – Bertram Tracy Clayton, amerikansk demokratisk politiker och militär, kongressledamot 1899–1901. (död 1918)
- 21 oktober – Folke Zettervall, svensk arkitekt. (död 1955)
- 22 oktober – Alexandra Skoglund, svensk lärare och politiker. (död 1938)
- 23 oktober – August Storm, svensk överstelöjtnant och finanssekreterare i Frälsningsarmén, sångförfattare. (död 1914)

#### November
- 10 november – Axel Welin, svensk ingenjör. (död 1951)
- 15 november – Gerhart Hauptmann, tysk dramatiker och författare, nobelpristagare. (död 1946)
- 17 november – Anna Bugge-Wicksell, svensk diplomat. (död 1928)
- 29 november – Gustav von Kahr, tysk politiker. (död 1934)

#### December
- 12 december – Bruce Ismay, brittisk affärsman, direktör för White Star Line.
- 18 december – Ulrich Wilcken, tysk historiker och papyrusforskare. (död 1944)
- 19 december – Ruth Bré, tysk lärare, författare och feminist. (död 1912)
- 20 december – Washington Ellsworth Lindsey, amerikansk republikansk politiker, guvernör i New Mexico 1917–1919. (död 1926)
- 22 december – Walter Samuel Goodland, amerikansk republikansk politiker, guvernör i Wisconsin 1943–1947. (död 1947)
- 28 december – Morris Rosenfeld, amerikansk poet. (död 1923)
- 31 december – Albert Sleeper, amerikansk republikansk politiker, guvernör i Michigan 1917–1921. (död 1934)

## Avlidna

### Första kvartalet

#### Januari
- 4 januari – John Hemphill, 58, amerikansk politiker, senator 1859–1861.
- 10 januari – Samuel Colt, 47, amerikansk uppfinnare och vapentillverkare.
- 18 januari – John Tyler, 71, amerikansk politiker, USA:s president 1841–1845.
- 21 januari – Božena Němcová, 41, tjeckisk författare.

#### Februari
- 3 februari – Jean-Baptiste Biot, 87, fransk fysiker.
- 8 februari – Elisha D. Cullen, 62, amerikansk politiker, kongressledamot 1855–1857.
- 9 februari – Carl Norstedt, 64, svensk boktryckare.
- 18 februari – Pierre Bretonneau, 83, fransk läkare.
- 24 februari – Bernhard Severin Ingemann, 72, dansk författare.
- 27 februari – Gabriele Possenti, 23, italiensk passionistbroder, helgon.

#### Mars
- 1 mars – Peter Barlow, 85, brittisk matematiker och fysiker.
- 17 mars – Jacques Fromental Halévy, 62, fransk kompositör.
- 18 mars – Jacob Letterstedt, 65, svensk företagsledare och donator.
- 23 mars – Sophie Adlersparre, 54, svensk konstnär.

### Andra kvartalet

#### April

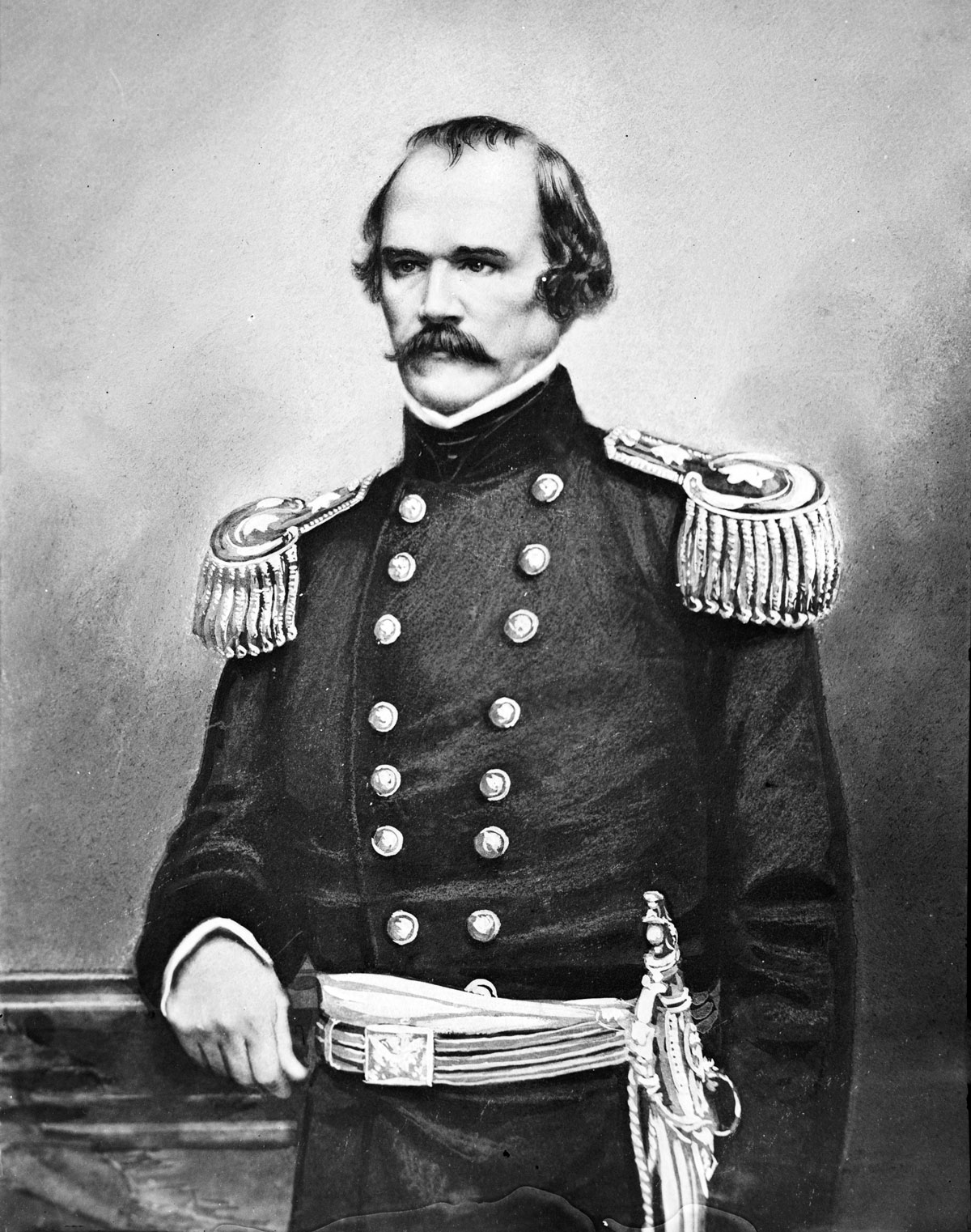
Den högst rankade militären som stupade i amerikanska inbördeskriget var general Albert Sidney Johnston den 6 april, 59 år gammal.

- Den högst rankade militären som stupade i amerikanska inbördeskriget var general Albert Sidney Johnston den 6 april, 59 år gammal.6 april – Albert Sidney Johnston, 59, amerikansk militär, general i sydstatsarmén, stupade i slaget vid Shiloh.
- 19 april – Louis P. Harvey, 41, amerikansk republikansk politiker, guvernör i Wisconsin 1862.
- 22 april – Carl Gustaf Söderstrand, 61, finländsk målarmästare och företagare.

#### Maj
- 1 maj – J.L.C. Schroeder van der Kolk, 65, nederländsk läkare.
- 5 maj – Carl August Adlersparre, 51, svensk greve, kammarherre och författare.
- 6 maj – Henry David Thoreau, 44, amerikansk författare och filosof.
- 9 maj – Theodor Bilharz, 37, tysk läkare.
- 12 maj – Ib Ibsen, 60, dansk anatom.
- 13 maj – Fredric Westin, 79, svensk historie- och porträttmålare.
- 25 maj – Juana Azurduy de Padilla, 81, boliviansk gerillaledare och frihetshjältinna.
- 28 maj – Lev Mej, 40, rysk författare.
- 29 maj
  - Anton Wilhelm Arppe, 72, finländsk arkitekt.
  - Henry Thomas Buckle, 40, brittisk historiker.

#### Juni
- 17 juni
  - Charles Canning, 49, brittisk statsman.
  - Giuseppe Montanelli, 49, italiensk jurist, politiker och författare.
- 20 juni – Barbu Catargiu, 54, rumänsk politiker.

### Tredje kvartalet

#### Juli
- 2 juli – Charles Mayer, 63, tysk pianist.
- 18 juli – Johan Peter Hollman, 73, svensk guldsmed.
- 24 juli – Martin Van Buren, 79, amerikansk politiker, USA:s president 1837–1841.
- 25 juli – Reuel Williams, 79, amerikansk demokratisk politiker, senator 1837–1843.

#### Augusti
- 16 augusti – Warren Winslow, 52, amerikansk demokratisk politiker.
- 20 augusti – Sydenham Moore, 45, amerikansk militär och politiker.
- 28 augusti – Albrecht Adam, 76, tysk batalj- och hästmålare.

#### September
- 8 september – Charlotta Arfwedson, 86, svensk konstnär och politisk aktivist.
- 12 september – John Renshaw Thomson, 61, amerikansk politiker, senator 1853–1862.
- 17 september – Bonaventura Carles Aribau, 63, nykatalansk skald.
- 26 september – Hans Christian Petersen, 69, norsk jurist och politiker.
- 30 september – Jacob W. Miller, 62, amerikansk politiker, senator 1841–1853.

### Fjärde kvartalet

#### Oktober
- 10 oktober – Ludwig Hassenpflug, 68, kurhessisk statsman.
- 17 oktober – Charles Tillinghast James, 57, amerikansk ingenjör och politiker, senator 1851–1857.

#### November
- 8 november – Anders Johan Hipping, 73, finländsk präst och historiker.
- 13 november – Ludwig Uhland, 75, tysk poet.
- 17 november – Leopold Kupelwieser, 66, österrikisk konstnär.
- 21 november – Eugen Hess, 38, tysk målare.

#### December
- 20 december – James Pearce, 57, amerikansk politiker, senator 1843–1862.
- 28 december – Georg Theodor Chiewitz, 47, svensk-finländsk arkitekt.

### Fotnoter
1. ↑  Järnvägar i historien Arkiverad 12 augusti 2010 hämtat från the Wayback Machine.
2. ↑  World Statesmen
3. ↑  ”Värmlands brandhistoriska klubb”. Arkiverad från originalet den 12 oktober 2011. https://www.webcitation.org/62NB7kO36?url=http://www.brandhistoriska.org/olyckor_se.html. Läst 16 mars 2011.
4. ↑   Battle Summaries Arkiverad 11 oktober 2014 hämtat från the Wayback Machine.
5. ↑  ”Trollhättans kyrka”. Arkiverad från originalet den 24 september 2015. https://web.archive.org/web/20150924120807/http://www.svenskakyrkan.se/default.aspx?di=666620. Läst 6 mars 2011.
6. ↑  World Statesmen